# Блэр, Джеймс (гребец)
Джеймс Ховард «Джим» Блэр (англ. James Howard "Jim" Blair; 28 октября 1909, Пласервилл, Калифорния — 23 мая 1992, Пласервилл, Калифорния) — американский гребец, выступавший за сборную США по академической гребле в начале 1930-х годов. Чемпион летних Олимпийских игр в Лос-Анджелесе, победитель и призёр многих студенческих регат.

## Биография
Джеймс Блэр родился 28 октября 1909 года в городе Пласервилл, штат Калифорния.
Занимался академической греблей во время учёбы в Калифорнийском университете в Беркли, состоял в местной гребной команде «Калифорния Голден Бирс», неоднократно принимал участие в различных студенческих регатах, в частности в 1928 году в восьмёрках выигрывал чемпионат Межуниверситетской гребной ассоциации (IRA). Имея рост 185 см и вес 76 кг, был самым маленьким гребцом в университетской восьмёрке.
Наивысшего успеха в гребле на международном уровне добился по окончании университета в сезоне 1932 года, когда вошёл в основной состав американской национальной сборной и благодаря череде удачных выступлений удостоился права защищать честь страны на домашних летних Олимпийских играх в Лос-Анджелесе. В составе распашного экипажа-восьмёрки с рулевым в финале обошёл всех своих соперников, в том числе на две десятых секунды опередил ближайших преследователей из Италии, и тем самым завоевал золотую олимпийскую медаль.
Впоследствии работал в упаковочной промышленности.
Умер 23 мая 1993 года в Пласервилле в возрасте 82 лет.